# ケータイ少女 〜ラジオスピリッツ〜
『ケータイ少女 〜ラジオスピリッツ〜』は毎週水曜日に音泉とBEWEで配信されていたインターネットラジオ番組。
学園を舞台にした恋愛シミュレーションゲーム「ケータイ少女」との連動番組。パーソナリティはリン役の寺田はるひ。

## パーソナリティ
- 寺田はるひ：メインパーソナリティ
- 長木一記：メインパーソナリティ

## 配信曜日など
- 配信曜日&配信サイト：毎週水曜日更新／音泉・BEWE
- 放送期間：2006年11月29日〜2007年12月26日
- スポンサー：ランティス、コスパ、ブロッコリー→ジー・モード

## 番組概要
- ケータイ少女の情報番組
- 2007年11月28日配信分（＃52）に仲村みう（「ケータイ少女～恋の課外授業～」より、巴沙代役）がゲスト出演する予定であったが、11月13日に持病の喘息と風邪を併発して緊急入院したため無期限延期となった。

## コーナー
ふつおたコーナー
普通のお便り
リンのデータ収集のコーナー
リンに意味を教えて欲しい単語を募集
今週のはるひ
寺田はるひに見せたい面白写真を募集

## ゲスト
2006年
- ＃3 （12月13日）　高橋美佳子
- ＃5 （12月27日）　名塚佳織

2007年
- ＃7,11（ 1月17日,2月14日）　小清水亜美
- ＃8,46 （ 1月24日,10月17日）　佐藤利奈
- ＃10,13（ 2月 7日,2月28日）　鈴木千尋
- ＃15（ 3月14日）　飯塚雅弓
- ＃18,46（ 4月 4日,10月17日）　植田佳奈
- ＃20（ 4月18日）　新谷良子
- ＃21,42（ 4月25日,9月19日）名塚佳織
- ＃23（ 5月 9日）　真田アサミ
- ＃26（ 5月30日）　佐藤ひろ美
- ＃27（ 6月 6日）　三宅健太
- ＃30（ 6月27日）　涼風涼
- ＃38（ 8月22日)  前田登

## 名言集
- 「エロいんだぜ〜」
- 「パッションビックサイ寺田はるひ」
- 「絶対領域」
- 「仲山2.5」
- 「合コンスピリッツ」